# 半田池
半田池（はんだいけ）は、かつて愛知県半田市、阿久比町、常滑市に跨って存在していたため池。

## 概要
1695年（元禄8年）、海岸部にできた干拓新田に水を引くために築造された。従来よりあった矢勝川を水路として利用し、川の水源としていた。
半田市出身の童話作家・新美南吉の作品『おぢいさんのランプ』の舞台ともなった。
平成以降の農地減少に伴って不要となったため、矢勝川への流路のみを残す形で、2019年（令和元年）に埋め立てられた。跡地は太陽光発電所が建設された。

## 交通アクセス
バス
- 名鉄河和線の知多半田駅下車。駅西口階段を降りて信号交差点を渡り、知多半田駅前（雁宿ホール前）停留所から、半田市公共交通バス「ごんくる」半田中央線（南吉バス）に乗車。
- 名鉄河和線の住吉町駅下車。駅東口を出て、住吉町駅東停留所から、半田市公共交通バス「ごんくる」半田中央線（南吉バス）に乗車。
  - いずれも、「岩滑西町」停留所で下車、徒歩で約40分。

自動車
- 知多半島道路 半田中央ICから左折。県道265号を西進し、宝来町交差点を右折。半田中央ICから約5分。

## 周辺
- 大野街道
- INAX久米工場
- 大信精機南工場
- 半田市グリーンベース生産組合牛糞堆肥センター
- 渡辺牧場
- 平和牧場 奥町分譲
- 半田ファーム
- 半田中央ジャンクション・半田中央インターチェンジ